# Muntele Loura
Muntele Loura (Fello Luura, în limba pular) este punctul în care se înregistrează cea mai mare altitudine a podișului Fouta-Djallon din Guineea.